# انباردان (چاراویماق)
انباردان یکی از روستاهای استان آذربایجان شرقی است که در دهستان چاراویماق جنوب شرقی بخش شادیان شهرستان چاراویماق واقع شده‌است.این روستا ۲۰ نفر جمعیت دارد.